# Cloruro di benzalconio
Il cloruro di benzalconio (o benzalconio cloruro) è una miscela di sali di ammonio quaternari. Più esattamente è una miscela di cloruri di alchil-benzil-dimetilammonio, in cui il gruppo alchile varia dall'ottile (C8H17-) all'ottadecile (C18H37-).
A temperatura ambiente è un solido giallo chiaro deliquescente (si dissolve nell'acqua che assorbe dall'aria), molto solubile in acqua, in acetone e in etanolo, dall'odore aromatico intenso. Trova impiego principalmente come battericida e spermicida in numerosi preparati destinati all'uso quotidiano: disinfettanti, colliri, collutori, creme spermicide. Come gli altri tensioattivi cationici, ha un potere detergente pressoché nullo, ma esercita un'alta attività disinfettante di battericida, germicida e fungicida. La sua azione è stata attribuita all'inattivazione degli enzimi che producono energia, alla denaturazione delle proteine cellulari e alla rottura della membrana cellulare.
Secondo la scheda di sicurezza redatta ai sensi della direttiva 2001/58/CE, il cloruro di benzalconio è corrosivo e tossico, ed in particolare presenta un alto grado di tossicità negli ambienti acquatici. Si ritiene che concentrazioni comprese tra lo 0,1 e lo 0,5% siano in grado di determinare irritazione delle mucose oculari, mentre a livello cutaneo risultano irritanti concentrazioni superiori al 10%. Nei casi più gravi, il cloruro di benzalconio può indurre collasso, paresi muscolari, alterazioni epatiche e renali.